# أرلين لوبيز
أرلين لوبيز (مواليد 21 فبراير 1993) هو ملاكم كوبي، مثّل بلاده في الألعاب الأولمبية الصيفية 2016 و2020.

## وصلات خارجية
أرلين لوبيز على موقع بوكس ريك (الإنجليزية) (registration required)
- أرلين لوبيز على موقع اللجنة الأولمبية الدولية (الإنجليزية)
- أرلين لوبيز على موقع أوليمبيديا (الإنجليزية)